# Erwin-Stresemann-Förderung
Die Erwin-Stresemann-Förderung zeichnet hervorragende deutschsprachige Publikationen von unter 40 Jahre alten Autoren aus. Sie wurde anlässlich des 80. Geburtstages des Zoologen Erwin Stresemann (1889–1972) am 22. November 1969 von der Deutschen Ornithologen-Gesellschaft eingerichtet.

## Preisträger und honorierte Arbeiten
- 1973: Eberhard Gwinner: Circannuale Periodik bei Zugvögeln.
- 1977: Wolfgang Wiltschko: Magnetkompass Gartengrasmücke.
- 1982: Bernd Leisler: Habitattrennung mitteleuropäischer Rohrsänger.
- 1988: Dominique G. Homberger: Funktionelle Morphologie des Mundbereichs der Papageien.
- 1993: Matthias Starck: Ontogenese Nestflüchter-Nesthocker.
- 1995: Lukas Jenni: Herbstzug Ringdrossel.
- 1997: Andreas Helbig: Molekulare Phylogenie der Sylviidae.
- 2001: Klaas Felix Jachmann: Ökologie und Systematik des Stresemann-Buschhähers.
- 2003: Daniel Schmidt: Philopatrie Fischadler.
- 2007: Matthias Helb: Stoffwechsel Mäusebussard.
- 2008: Cosima Tegetmeyer und Nina Seifert: Habitat- und Gefährdungsanalyse als Grundlage für Empfehlungen zum Schutz des Seggenrohrsängers (Acrocephalus paludicola) und der Zwergralle (Porzana pusilla) im Überwinterungsgebiet Djoudj (Senegal).